# OSPAR

Karta med de länder som signerat OSPAR.

OSPAR Oslo-Pariskonventionen är en sammanslagning av två internationella konventioner:
- Oslokonventionen av år 1972 angående dumpning av farligt avfall till sjöss
- Pariskonventionen av år 1974 angående landbaserade källor till förorening av den marina miljön.

Konventionen antogs 1992, trädde i kraft 1998 och omfattar nordöstra Atlanten samt Nordsjön. Den inkluderar förhindrande och eliminering av föroreningar från landsbaserade källor, genom dumpning eller förbränning och från havsbaserade källor samt bedömning av den marina miljöns kvalitet. I OSPAR-sammanhang hänförs Skagerrak till Nordsjön, medan Kattegatt förs till Östersjön och därför i konvensionsarbetet hör hemma inom Helsingforskonventionen, HELCOM.
Löpande verksamheter enligt konventionen hanteras av OSPAR-kommissionen, som inrättades 1992, och består av representanter för de femton deltagande länderna samt EU-kommissionen. OSPAR:s sekretariat är beläget i London.
De deltagande länderna är Belgien, Danmark, Finland, Frankrike, Irland, Island, Luxemburg, Nederländerna, Norge, Portugal, Schweiz, Spanien, Storbritannien, Sverige och Tyskland. Finland, Schweiz och Luxemburg har ingen kust mot Nordatlanten, men väl avrinningsområden mot Barentshavet respektive Nordsjön (via Rhen).